# Ferenc Reitter

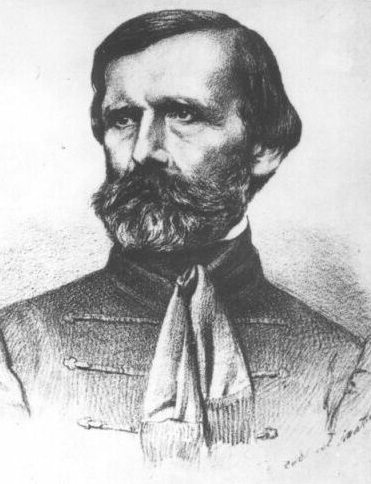
Ferenc Reitter

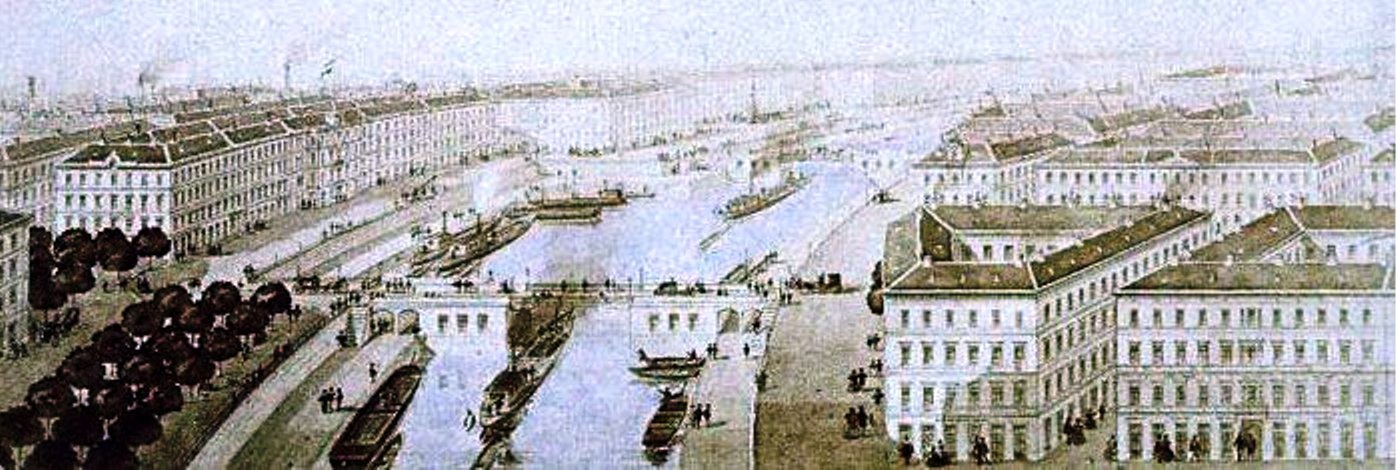
Das Reittersche Kanalprojekt anstelle des heutigen Großen Rings

Ferenc Reitter (* 1. März 1813 in Temesvár; † 9. Dezember 1874 in Budapest) war ein ungarischer Architekt, Ingenieur und Stadtplaner.
Reitter absolvierte sein Ingenieurstudium in Budapest und arbeitete bis 1844 an Regulierungsplänen für die Theiß und Maros und dann auch an jenen für die Donau im Bereich der Hauptstadt. Reitter hatte wesentlichen Anteil an den Planungen für die große Radialstraße der Andrássy út im Hinblick auf das ungarische Millennium. 1867 schlug er die Schiffbarmachung und Stabilisierung der Wasserführung eines flachen Pester Seitenarms der Donau durch ein Kanalprojekt mit Schleusen vor. Nach langen Debatten wurde stattdessen von 1872 bis 1896 die große Ringstraße (Nagykörút) in mehreren Etappen, dem Verlauf des früheren Nebenarms folgend, errichtet.
1865 wurde Reitter Mitglied der Ungarischen Akademie der Wissenschaften. Als Leiter der Ingenieursabteilung des Hauptstädtischen Rates für öffentliche Arbeiten erstellte Ferenc Reitter 1872 Pläne zum Abschluss der an der Donau gelegenen Ostseite des Burggartens.
2014 wurde ein Asteroid nach ihm benannt: (271009) Reitterferenc.